# Bahnstrecke Abzw Plattenthal–Königswalde
| |                                                        |                                          |                                          |
| Streckennummer: | 6621; sä. WKw (ab 1923) ehem. PK (Bau); WP (1914–1923) |                                          |                                          |
| Kursbuchstrecke: | -                                                      |                                          |                                          |
| Streckenlänge: | 7,875 km                                               |                                          |                                          |
| Spurweite: | 1435 mm (Normalspur)                                   |                                          |                                          |
| Maximale Neigung: | 17 ‰                                                   |                                          |                                          |
| Minimaler Radius: | 173 m                                                  |                                          |                                          |
| |                                                        |                                          |                                          |
| \| \| \| von Flöha \| \| \| \| 0,000 \| Abzw Plattenthal \| 421 m \| \| \| \| nach Annaberg-Buchholz unt Bf \| \| \| \| 0,950 \| Brücke Pöhlbach (12 m) \| Brücke Pöhlbach (12 m) \| \| \| 1,000 \| Kreuzung mit Feldbahn Ziegelei Wiesenbad \| Kreuzung mit Feldbahn Ziegelei Wiesenbad \| \| \| 1,330 \| Brücke Werkgraben \| Brücke Werkgraben \| \| \| 1,934 \| Plattenthal Ldst bis 1923 \| 443 m \| \| \| 2,020 \| Plattenthal Hp 1938–1945 \| 443 m \| \| \| 2,207 \| Brücke Pöhlbach (16 m) \| Brücke Pöhlbach (16 m) \| \| \| 2,496 \| Durchlass Werkgraben \| Durchlass Werkgraben \| \| \| 4,10 \| EÜ Annaberger Straße (11 m) \| EÜ Annaberger Straße (11 m) \| \| \| 4,310 \| Geyersdorf-Mildenau \| 470 m \| \| \| 5,419 \| Durchlass \| Durchlass \| \| \| 7,30 \| Bachbrücke \| Bachbrücke \| \| \| 7,770 \| Königswalde (Erzgeb) unt Bf \| 515 m \| \| \| 7,875 \| (Streckenende) \| (Streckenende) \| |                                                        |                                          |                                          |
| Strecke |                                                        | von Flöha                                | von Flöha                                |
| ehemalige Blockstelle | 0,000                                                  | Abzw Plattenthal                         | 421 m                                    |
| Abzweig ehemals geradeaus und nach rechts |                                                        | nach Annaberg-Buchholz unt Bf            | nach Annaberg-Buchholz unt Bf            |
| Brücke (Strecke außer Betrieb) | 0,950                                                  | Brücke Pöhlbach (12 m)                   | Brücke Pöhlbach (12 m)                   |
| Kreuzung (Strecken außer Betrieb) | 1,000                                                  | Kreuzung mit Feldbahn Ziegelei Wiesenbad | Kreuzung mit Feldbahn Ziegelei Wiesenbad |
| Brücke (Strecke außer Betrieb) | 1,330                                                  | Brücke Werkgraben                        | Brücke Werkgraben                        |
| Dienststation / Betriebs- oder Güterbahnhof (Strecke außer Betrieb) | 1,934                                                  | Plattenthal Ldst bis 1923                | 443 m                                    |
| Haltepunkt / Haltestelle (Strecke außer Betrieb) | 2,020                                                  | Plattenthal Hp 1938–1945                 | 443 m                                    |
| Brücke (Strecke außer Betrieb) | 2,207                                                  | Brücke Pöhlbach (16 m)                   | Brücke Pöhlbach (16 m)                   |
| Brücke (Strecke außer Betrieb) | 2,496                                                  | Durchlass Werkgraben                     | Durchlass Werkgraben                     |
| Brücke (Strecke außer Betrieb) | 4,10                                                   | EÜ Annaberger Straße (11 m)              | EÜ Annaberger Straße (11 m)              |
| Bahnhof (Strecke außer Betrieb) | 4,310                                                  | Geyersdorf-Mildenau                      | 470 m                                    |
| Brücke (Strecke außer Betrieb) | 5,419                                                  | Durchlass                                | Durchlass                                |
| Brücke (Strecke außer Betrieb) | 7,30                                                   | Bachbrücke                               | Bachbrücke                               |
| Bahnhof (Strecke außer Betrieb) | 7,770                                                  | Königswalde (Erzgeb) unt Bf              | 515 m                                    |
| | 7,875                                                  | (Streckenende)                           | (Streckenende)                           |

Die Bahnstrecke Abzw Plattenthal–Königswalde (auch Plattentalbahn) war eine als Industriebahn konzipierte Nebenbahn in Sachsen. Sie zweigte auf freier Strecke beim Kilometer 9,674 aus der Bahnstrecke Annaberg-Buchholz unt Bf–Flöha ab und verlief im Pöhlbachtal über Plattenthal nach Königswalde.

## Geschichte

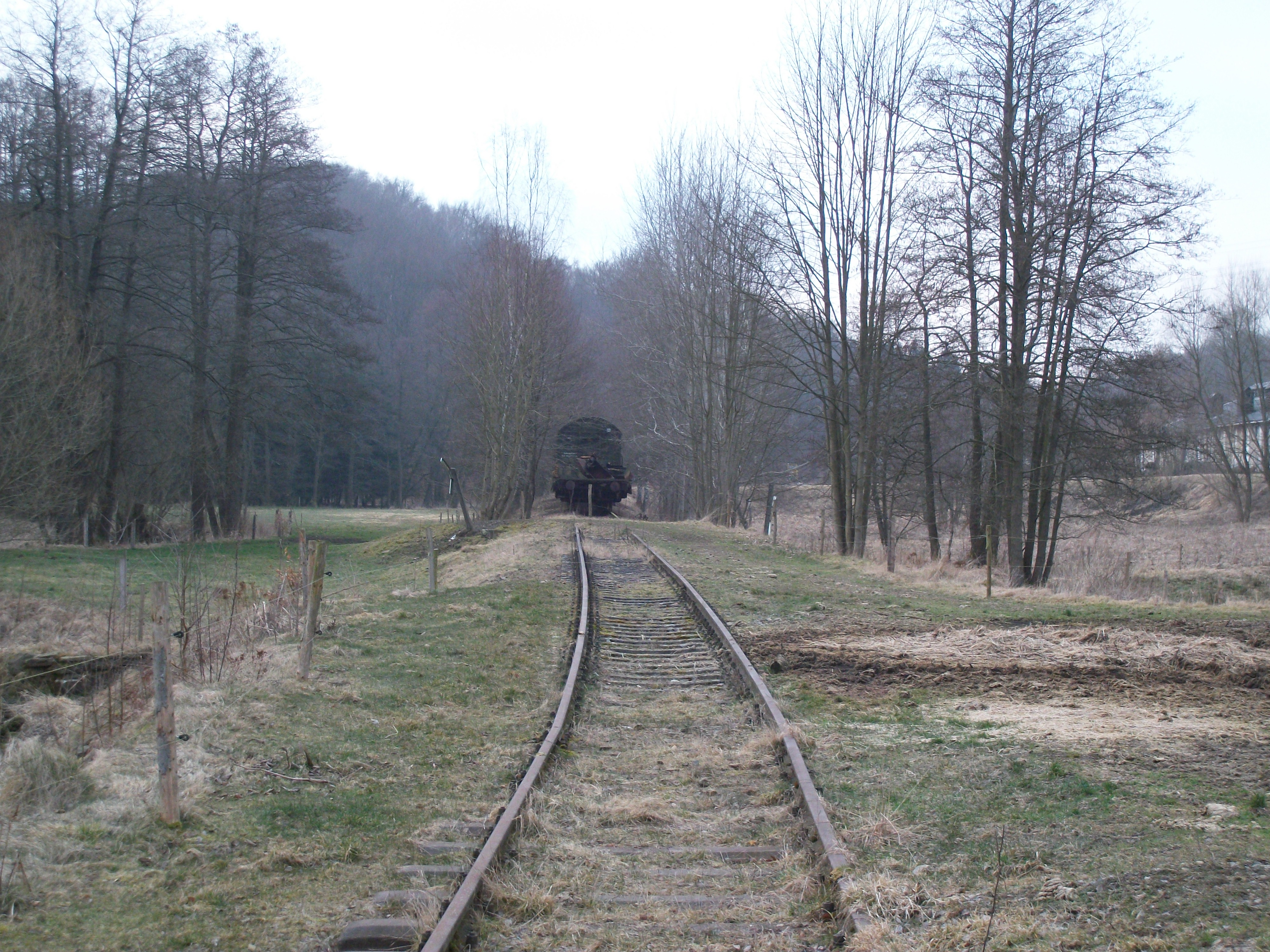
Plattenthalbahn mit Wagen zwischen Thermalbad Wiesenbad und Plattenthal (2016)

Erste Projekte für eine Bahnstrecke entlang des Pöhlbaches stammten schon von 1861, als erstmals mögliche Trassierungen für eine das Erzgebirge überschreitende Bahnlinie untersucht wurden. Die 1866 errichtete Zschopautalbahn wurde dann letztlich weiter westlich entlang des Sehmatales errichtet, um Annaberg direkt anzubinden. Auch der geplante Bau einer Schmalspurbahn bis nach Königswalde wurde nicht realisiert.
Erst 1911 wurde den berechtigten Forderungen nach einem Bahnanschluss stattgegeben. Am 15. Dezember 1912 wurde der Bau einer normalspurigen Industriebahn bis zur Ladestelle Plattenthal beschlossen. Am 29. Mai 1913 begannen die Bauarbeiten an der Strecke, die nach einem Jahr beendet waren. Am 1. Mai 1914 wurde die neue Bahn für den Güterverkehr eröffnet.
Bis 1917 war die Fortführung der Bahn bis Königswalde vorgesehen, wegen des Ersten Weltkriegs konnten die Bauarbeiten jedoch nicht beginnen. Als Notstandsarbeit wurden die Arbeiten zur Verlängerung der Strecke dann am 1. Juni 1919 aufgenommen. Am 15. November 1923 wurde der Abschnitt bis zum Bahnhof Geyersdorf-Mildenau in Betrieb genommen. Zu diesem Zeitpunkt war das Planum schon bis Königswalde hergestellt.
Erst im Frühjahr 1928 wurden die noch fehlenden Gleise verlegt. Am 15. Mai 1928 wurde die nun fertiggestellte Strecke eröffnet. In den Jahren 1938 bis 1945 verkehrten auf der als Industriebahn konzipierten Trasse in bescheidenem Umfang auch Reisezüge (1 Zugpaar werktags, 1 Wagen der 3. Klasse). Diese waren nicht im Kursbuch verzeichnet und dienten hauptsächlich der Beförderung von Arbeitern zu und von den Zügen in Wiesenbad, wo Anschluss nach Annaberg bzw. Zschopau bestand.
Nach dem Zweiten Weltkrieg kam es für wenige Jahre zu einer Belebung des Güterverkehrs im Zusammenhang mit dem Talsperrenbau in Cranzahl. In der Grube der Wiesenbader Ziegelei gewann man die zum Abdichten des Dammes benötigte Lehmerde. Während der Bauphase wurden täglich 28 Wagenladungen abgefahren.
Insgesamt blieben die Verkehrsleistungen auf der Strecke jedoch auf niedrigem Niveau. Aus diesem Grund wurde der obere, erst 1928 eingeweihte Teil der Strecke 1951 zur Gewinnung von Oberbaustoffen für den Berliner Außenring abgebaut. Am 14. Juni 1971 endete auch der Güterverkehr bis Geyersdorf-Mildenau, nur die Anschlussbahnen in Plattenthal wurden bis 1990 weiter bedient.

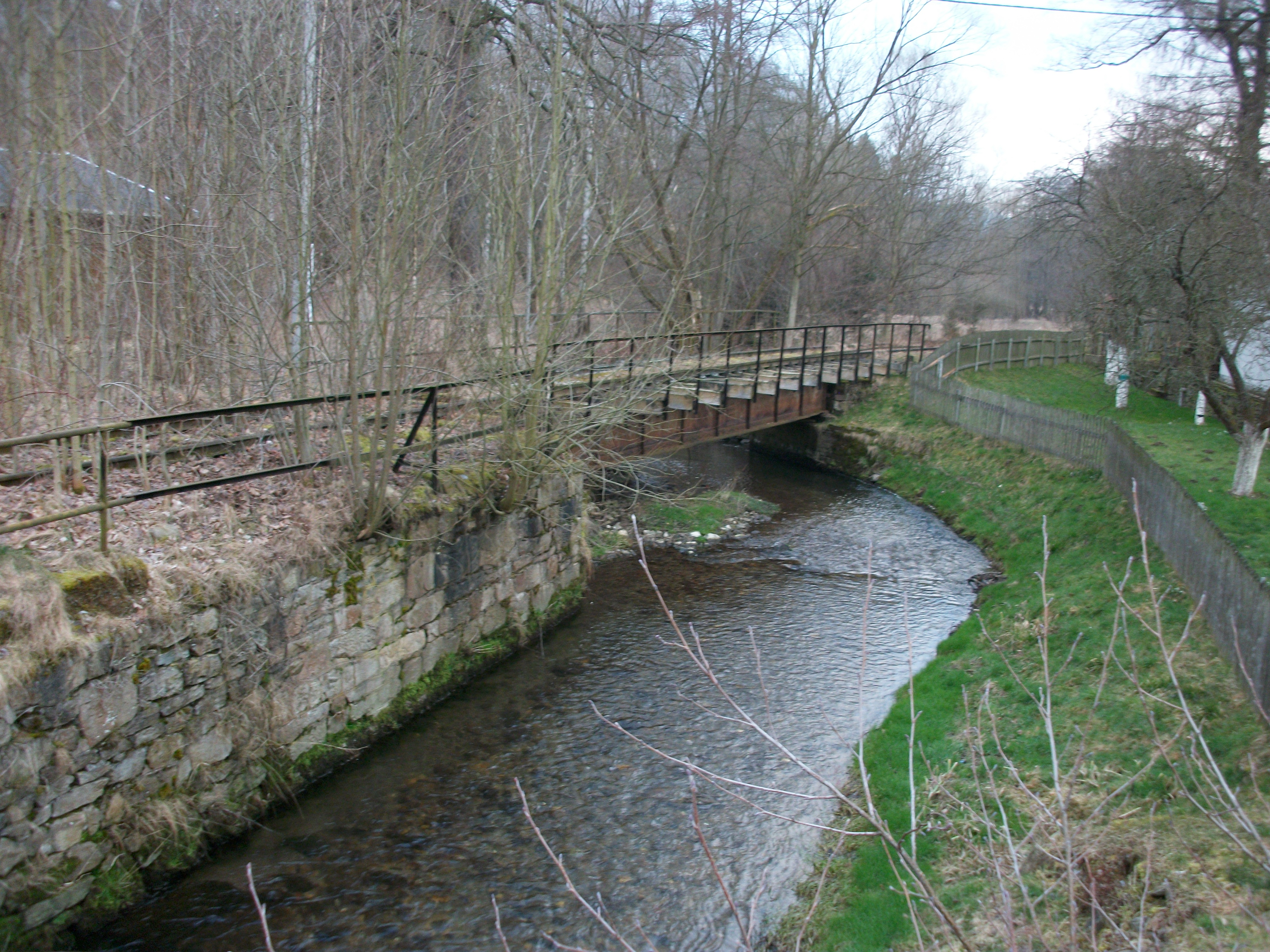
Eisenbahnbrücke nördlich von Plattenthal (2016)
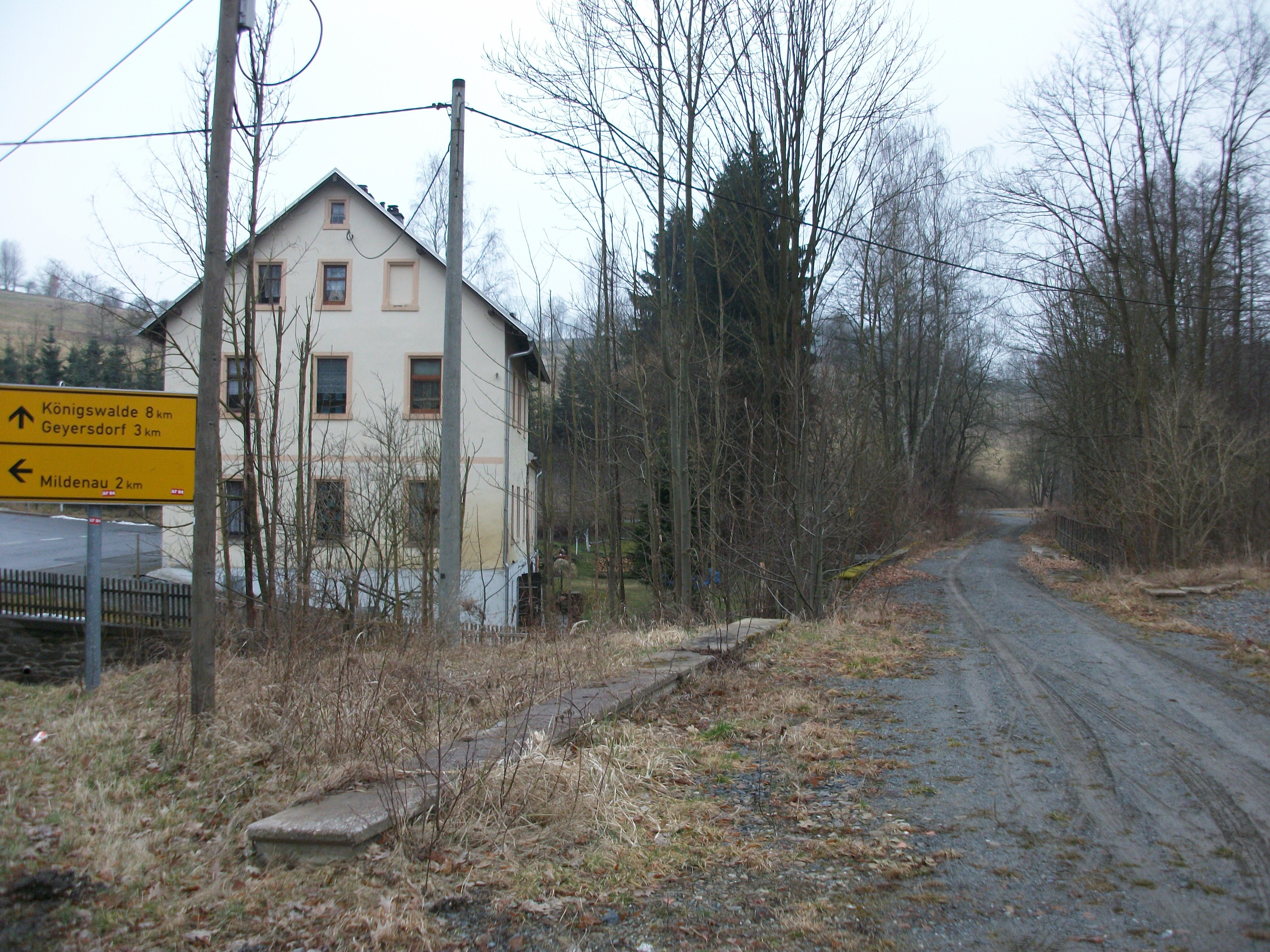
Ehem. Plattenthalbahn in Plattenthal (2016)

## Streckenbeschreibung

### Verlauf
Die „Plattenthalbahn“ zweigte auf freier Strecke bei Kilometer 9,674 aus der Bahnstrecke Annaberg-Buchholz unt Bf–Flöha ab und verlief nach Süden im Tal des Pöhlbachs über Plattenthal und Geyersdorf bis an das nördliche Ortsende von Königswalde.
Bei Kilometer 1,00 kreuzte eine Feldbahn der Ziegelei Wiesenbad. Anschlüsse an Betriebe bestanden bei den Kilometern 1,12 (Holzschleiferei Paradiesmühle), 1,392 (VEB Dampfziegelei Wiesenbad), 1,935 (untere Papierfabrik Brandt & Süreth und VEB Spezialpapierfabrik Niederschlag), 2,235 (obere Papierfabrik Brandt & Süreth und Platina Dämmbaustoffe Brandt GmbH) und 4,16 (BHG Geyersdorf). Insgesamt wurde eine Straße, der Werkgraben und der Pöhlbach auf neun Brücken passiert.
Heute liegen die Gleise, z. T. stark verwuchert, noch bis zum Kilometer 2,25 in Plattenthal. Bei Kilometer 1,4 stehen noch sechs in Privatbesitz befindliche Bauzugwagen. Ab Plattenthal ist die neben dem Pöhlbach verlaufende Trasse zum Radweg umgebaut. In Geyersdorf endet dieser an der Straße nach Mildenau. Dort ist heute noch das obere Widerlager der Blechträgerbrücke an der Bahnhofseinfahrt zu sehen. Hinter dem Areal des einstigen Güterbahnhofs Geyersdorf–Mildenau setzt der Radweg auf der alten Trasse am Osthang des Pöhlbachtals wieder ein. Er reicht bis kurz vor Königswalde unt Bf. auf dessen Areal sich heute ein Baustofflager befindet. Auf dem Abschnitt Geyersdorf–Königswalde hat der Annaberger Onithologenverein einen Vogellehrpfad eingerichtet.

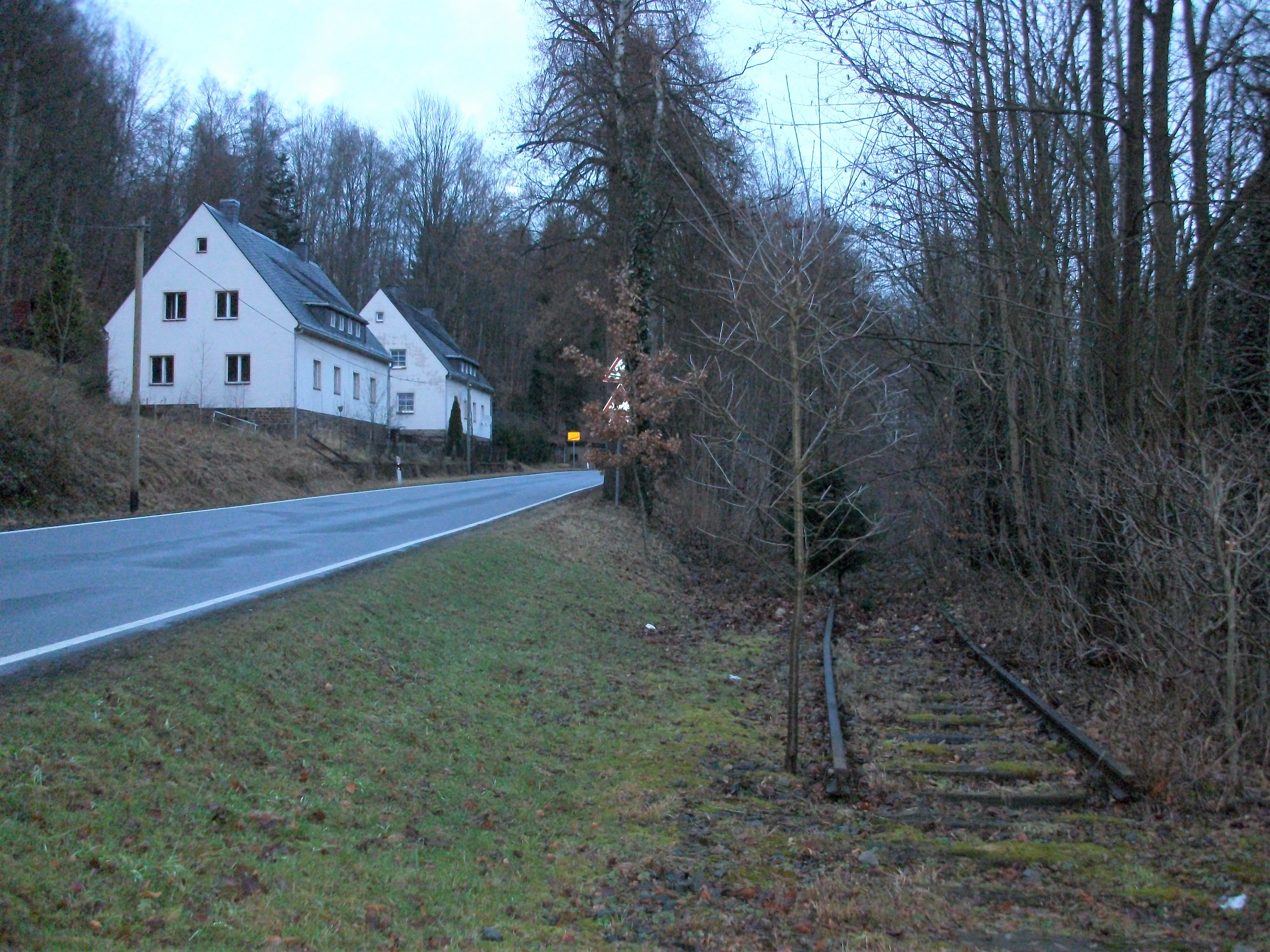
Plattenthal, Gleisreste (2016)
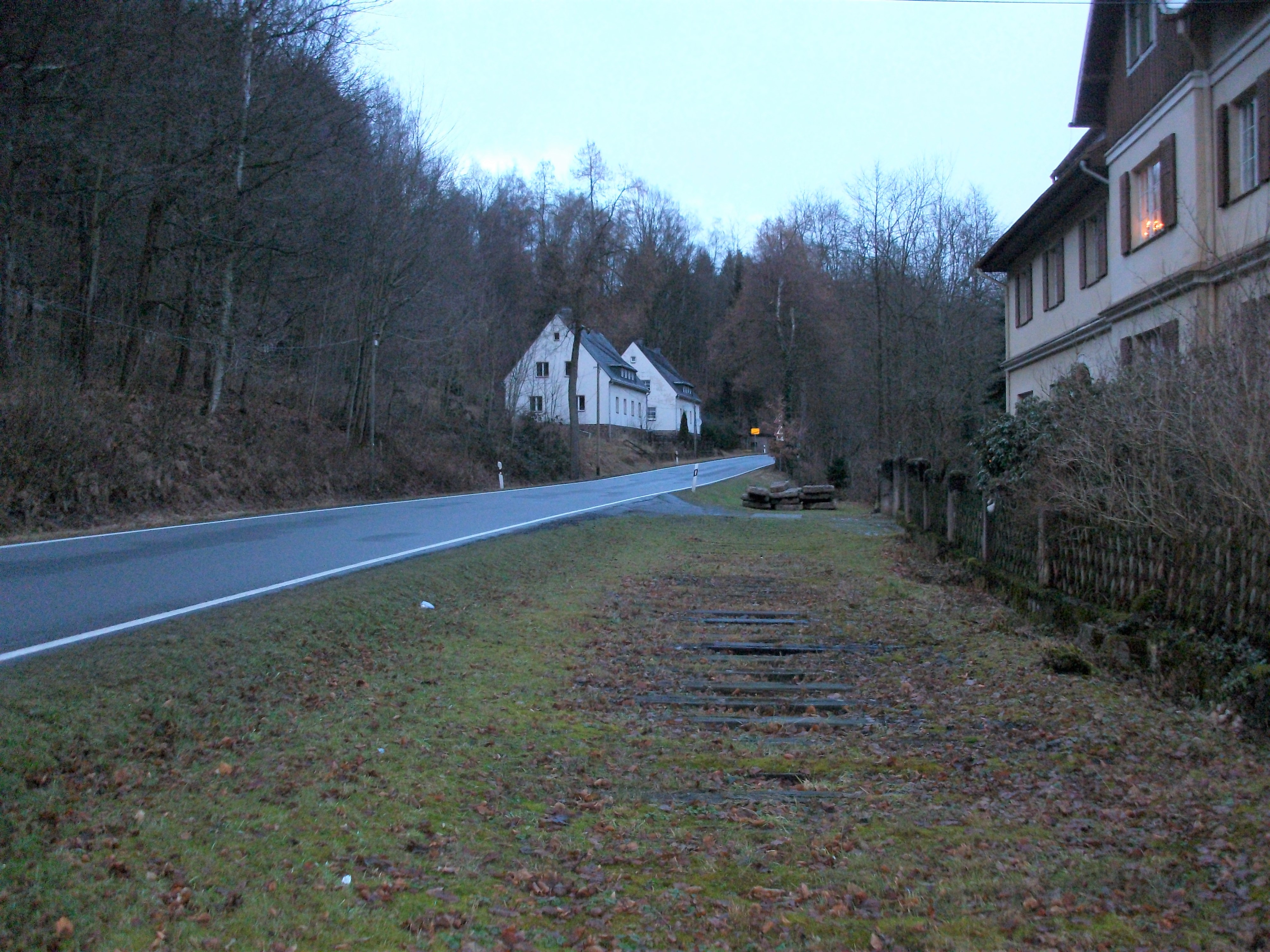
Plattenthal, Reste von Schwellen der Plattenthalbahn (2016)
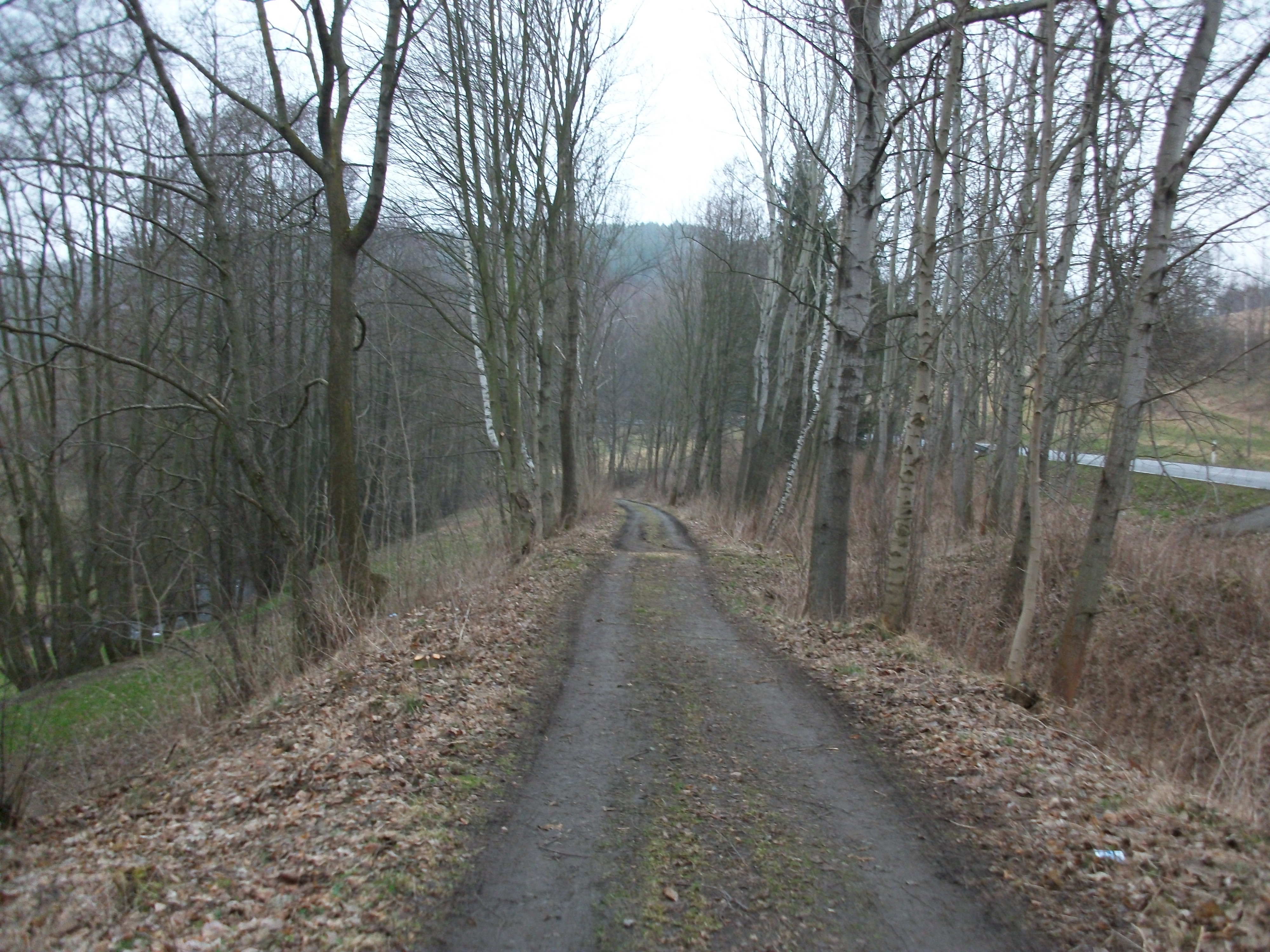
Geyersdorf, Bahndamm der Plattenthalbahn (2016)
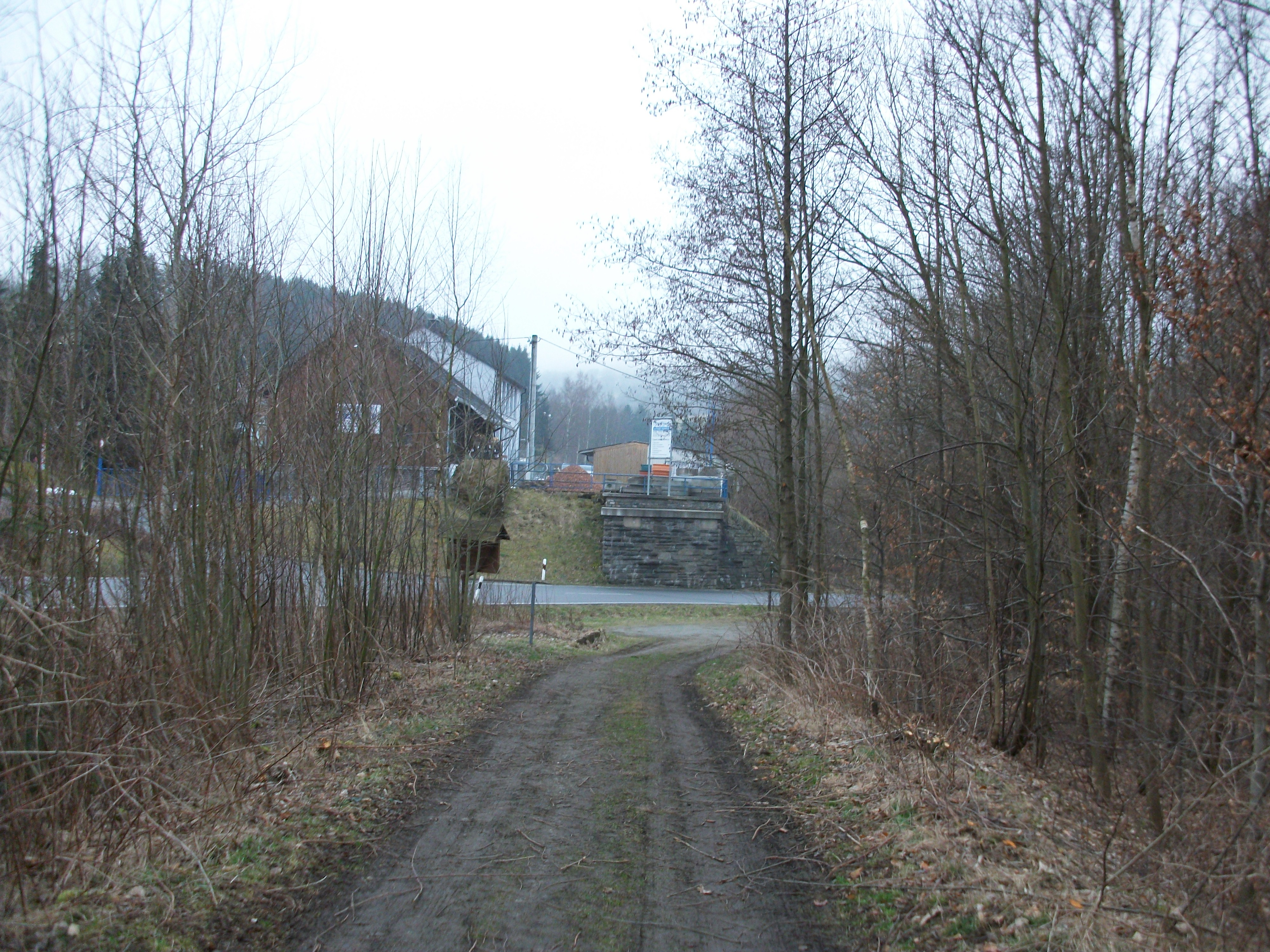
Geyersdorf, Pfeiler der ehem. Eisenbahnbrücke (2016)

### Betriebsstellen
Abzw Plattenthal ⊙
Der Abzw Plattenthal befand sich auf freier Strecke bei Kilometer 9,674 der Bahnstrecke Annaberg-Buchholz unt Bf–Flöha zwischen den Stationen Thermalbad Wiesenbad und Wolkenstein. Er lag südlich der zu Thermalbad Wiesenbad gehörigen „Himmelmühle“ und östlich der Mündung des Pöhlbachs in die Zschopau.
Mit der Eröffnung des ersten Abschnitts zur Ladestelle in Plattenthal ging der Abzweig am 1. Mai 1914 in Betrieb. Die Züge wurden von der Station Wiesenbad bis zur Abzweigstelle Plattental gezogen und dann als Rangierfahrt das Pöhlbachtal hinauf geschoben. Nachdem dieser Abschnitt als letzter Streckenteil am 25. November 1995 stillgelegt wurde, erfolgte im Juni 2002 der Ausbau der Abzweigweiche. Das große Abzweigstellwerk wurde bereits Anfang der 1990er Jahre abgerissen.
Plattenthal Ldst ⊙

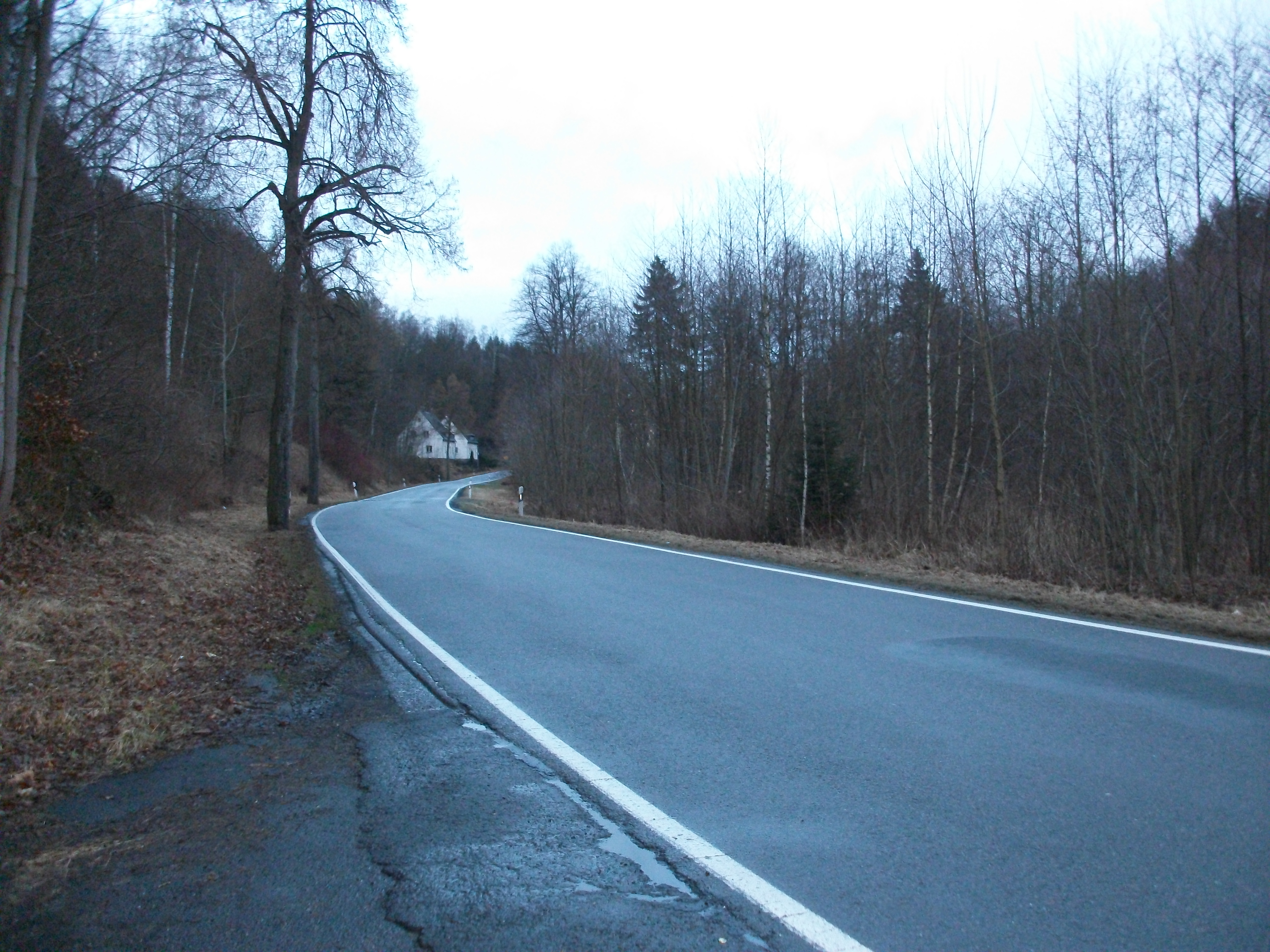
Plattenthal, Blick zum Standort der Ladestelle Plattenthal (2016)

Die Ladestelle Plattenthal wurde mit dem ersten Streckenabschnitt am 1. Mai 1914 eröffnet. Sie befand sich bei Kilometer 1,934 am Ortsausgang in Richtung Wiesenbad. Kurz vor und hinter der Station hatten mehrere Betriebe Anschlussgleise. Die Ladestelle Plattenthal war vor dem Weiterbau der Strecke im Jahr 1923 und seit der Stilllegung des mittleren Abschnitts im Jahr 1971 Endpunkt der Strecke. Sie bestand aus zwei parallel verlegten Gleisen, einem Wagenkasten für den Güteragenten mit eingebauten Freiabort und einer Ladestraße. Nach der Eröffnung der Ladestelle Geyersdorf–Mildenau im Jahr 1923 wurde die Ladestelle in Plattental geschlossen. Das Streckengleis wurde über das Gleis 1 bis zur Ladestelle Geyersdorf–Mildenau verlängert, wo es zunächst an einem Prellbock endete.
1972 wurde in der Ladestelle Plattenthal eine Verladeanlage zur Umladung von Betonfertigteilen auf spezielle Tieflader eingerichtet. Diese Betonteile wurde für den Wohnungsbau im Kreis Annaberg benötigt, d. h. zur Errichtung von Plattenbau-Siedlungen. Die Ladestelle Plattenthal war bis 1995 in Betrieb. Heute erinnern an sie nur noch ein paar Gleisreste an der „Plattenthalstraße“ in Richtung Wiesenbad.
Plattenthal Hp ⊙

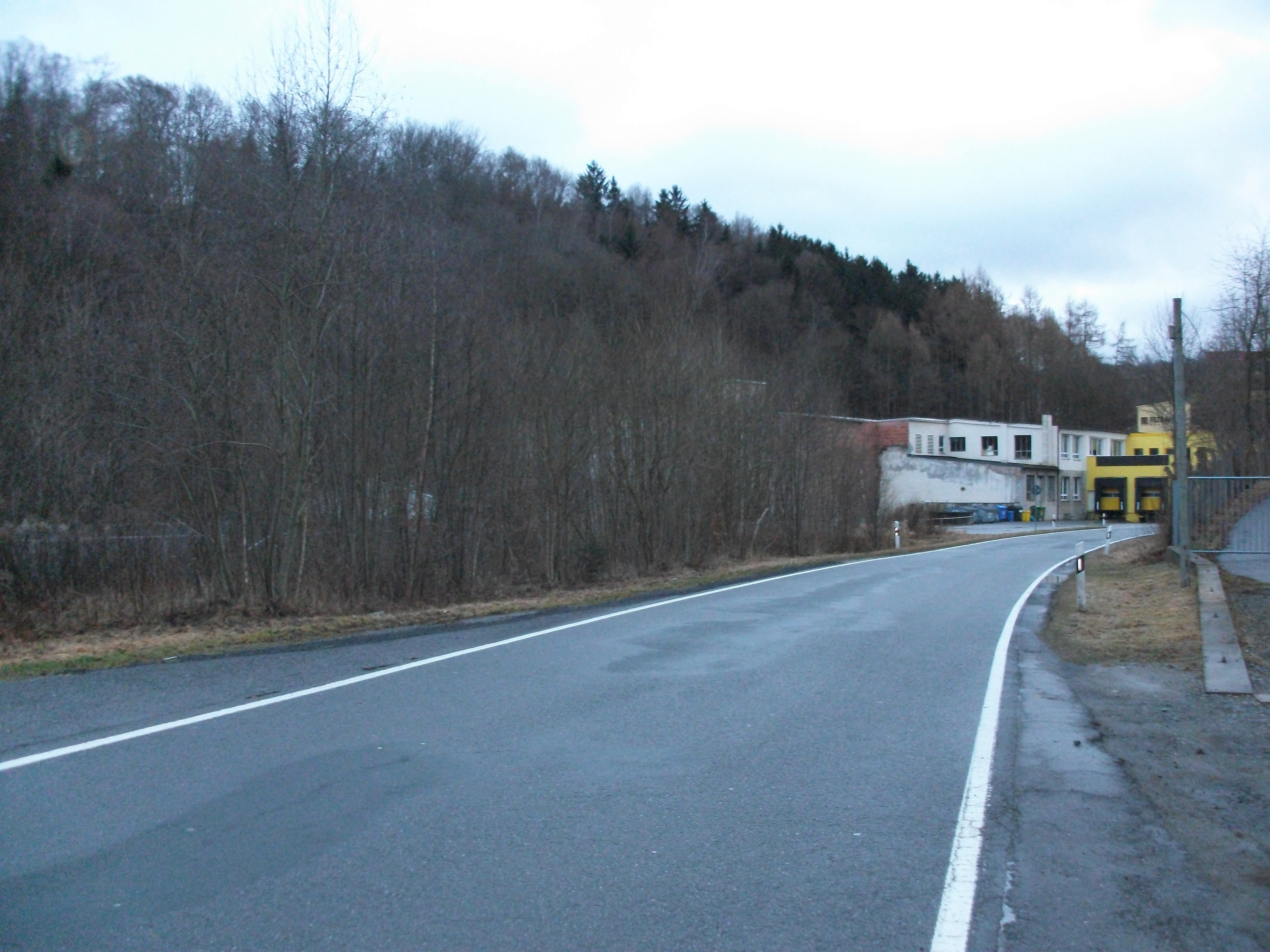
Plattenthal, Blick zum ehem. Haltepunkt Plattenthal (2016)

In den Jahren 1938 bis 1945 verkehrten auf der als Industriebahn konzipierten Trasse der Plattenthalbahn auch Reisezüge bis Königswalde unt Bf. Aus diesem Grund wurde in Plattenthal bei Kilometer 2,02 vor der unteren Papierfabrik ein für den Personenverkehr genutzter, unbesetzter Haltepunkt eingerichtet. Er befand sich in der Nähe des ersten Bahnübergangs in Plattenthal und war nur zwischen 1938 und 1945 in Betrieb. Von der Station gibt es keine Überreste mehr.
Geyersdorf–Mildenau ⊙

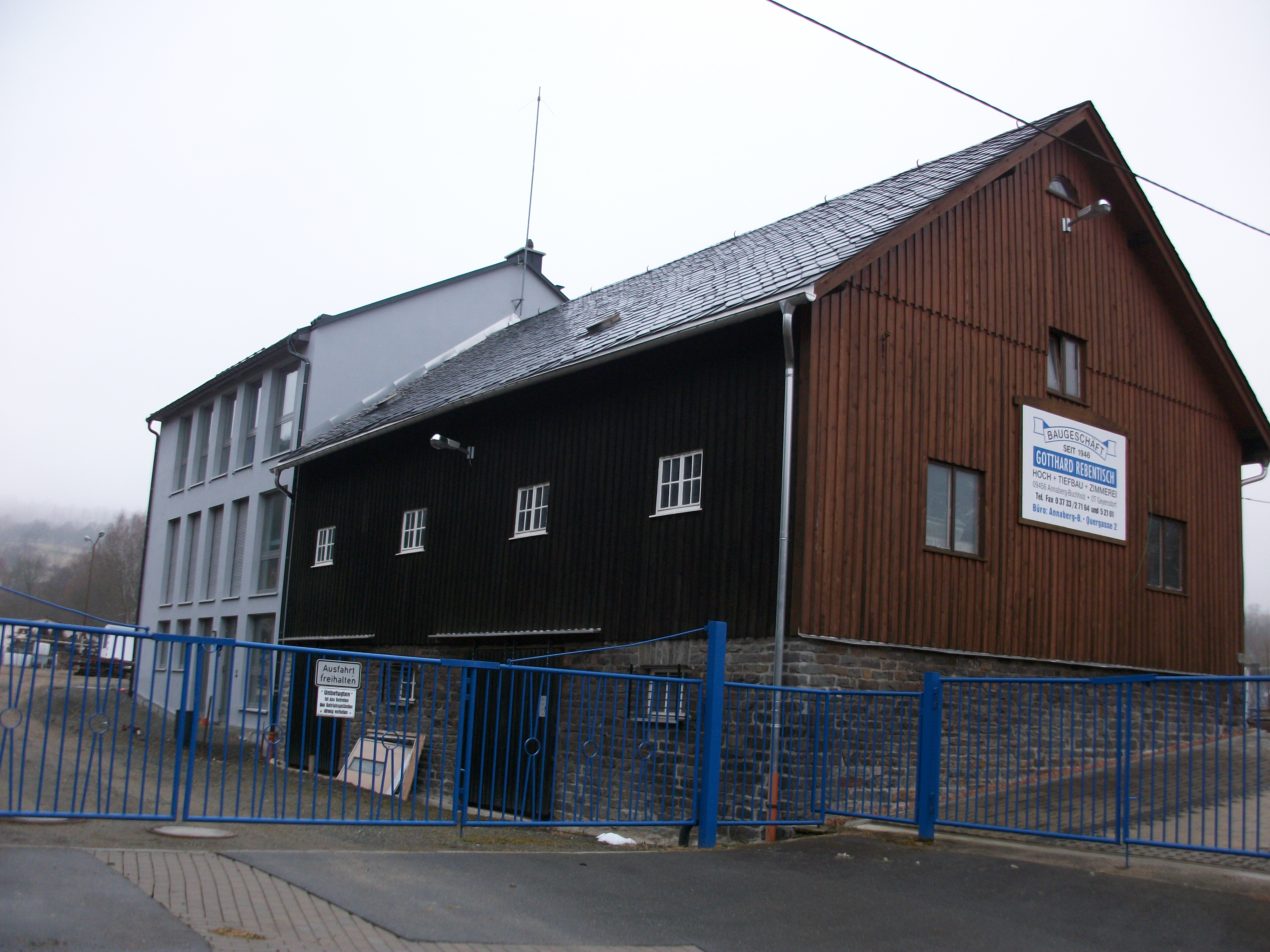
Geyersdorf, ehem. Gbf Geyersdorf-Mildenau (2016)

Mit der Eröffnung des mittleren Abschnitts der Plattenthalbahn wurde am 15. November 1923 die Ladestelle Geyersdorf–Mildenau eröffnet. Sie befand sich bei Kilometer 4,31 im unteren Ortsteil von Geyersdorf zwischen den Straßen nach Mildenau im Osten und Königswalde im Süden. Wie der Name sagt, diente die Station der Güterverladung von und nach Geyersdorf und Mildenau. Die Station besaß lediglich zwei Wagenkästen zur Unterbringung von Gütern. Die Ladestraße war zunächst unbefestigt, das Ladegleis war ein Gleisstumpf, wodurch der Umschlag von Gütern beschränkt war. Der Güteragent hatte seinen Dienstraum in einen alten Personenwagenkasten. Mitte der 1930er Jahre erhielt die Station schrittweise drei durchgehende Gleise.
Die Ladestelle Geyersdorf–Mildenau war vor dem Weiterbau der Strecke im Jahr 1928 und seit der Stilllegung des oberen Abschnitts im Jahr 1951 Endpunkt der Strecke. Zwischen 1938 und 1945 wurde sie auch im Personenverkehr bedient. 1951 wurde das zweite Gleis und die Fernmeldeeinrichtung demontiert.
Seit 1954 wurde die nunmehrige Endstation als Güterbahnhof geführt. Am 14. Juni 1971 ging der Güterbahnhof Geyersdorf–Mildenau mit der Stilllegung des mittleren Abschnitts der Plattenthalbahn außer Betrieb. Die Blechträgerbrücke über die Straße nach Mildenau, die sich an der nördlichen Bahnhofseinfahrt befand, wurde 1977 abgetragen. Das talseitige Widerlager der Brücke wurde 1995 abgerissen. Zeugen des Güterbahnhofs sind bis heute u. a. das südliche Widerlager der Brücke, ein aus Feldsteinen gemauerter Prellbock am Anschlussgleis der BHG und ein Gleisrest in der Ausfahrt Richtung Königswalde unt Bf. Das Gelände im Osten von Geyersdorf wird heute durch ein Bauunternehmen genutzt.
Königswalde (Erzgeb) unt Bf ⊙

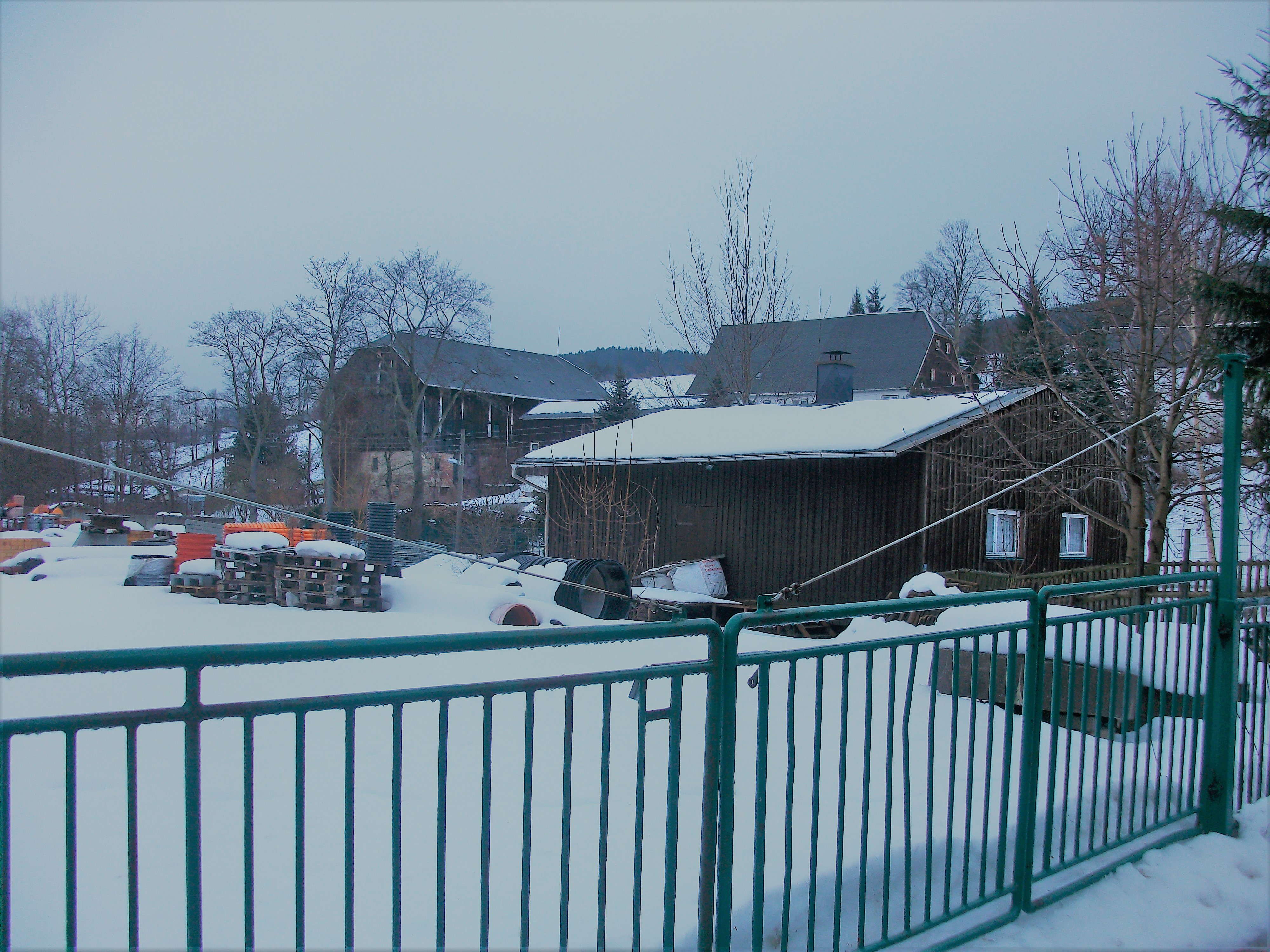
Königswalde unt Bf (2017)

Der Güterbahnhof Königswalde (Erzgeb) unt Bf wurde am 15. Mai 1928 als Endpunkt der Plattentalbahn bei Kilometer 7,77 eröffnet. Somit vergingen seit der Eröffnung des unteren Abschnitts bis zur Einweihung von Königswalde (Erzgeb) unt Bf 14 Jahre. Die Station besaß drei parallel angelegte Gleise, eine Ladestraße, sowie einer Kopf- und Seitenrampe. Das Ausziehgleis führte man das Streckengleis noch über die Zufahrtstraße hinaus. Im Güterschuppen, der aus drei ausgedienten Güterwagenkästen bestand, befand sich der Dienstraum des Güteragenten. Er wurde 1995 abgerissen.
Mit der Eröffnung der Station am nördlichen Ortsausgang von Königswalde in Richtung Geyersdorf erhielt der abseits im Südwesten von Königswalde gelegene Personenbahnhof den Namen Königswalde (Erzgeb) ob Bf. Dieser befand sich an der Abzweigung der Güterbahnstrecke Königswalde ob Bf–Annaberg-Buchholz ob Bf und der Bahnstrecke Weipert–Annaberg-Buchholz unt Bf und war seit 1872 in Betrieb.
Zwischen 1938 und 1945 wurde auch in Königswalde (Erzgeb) unt Bf Personenverkehr durchgeführt. Mit der nahenden Fertigstellung der Talsperre Cranzahl wurde Königswalde (Erzgeb) unt Bf als erste Station der Strecke bereits 23 Jahre nach der Eröffnung am 13. April 1951 bereits wieder außer Betrieb genommen. Das Areal des Bahnhofs wird heute als Baustofflager eines Bauunternehmens genutzt.